# Mario Monicelli
Mario Monicelli (n. 16 mai 1915, Roma, Regatul Italiei – d. 29 noiembrie 2010, Roma, Italia) a fost un regizor și scenarist italian . Printre cele mai cunoscute filme se numără  Veșnicii necunoscuți (1958), Marele război (1959), Fata cu pistolul (1968), nominalizate cu Oscar pentru cele mai bune filme străine. La Berlinala din 1957 filmul său Între noi părinții (1957) a fost premiat cu Ursul de Argint. Alte două premii au urmat în anii 1976 și 1982 pentru filmele Caro Michele (1976) și Il marchese del Grillo (1981).
Activitatea sa cuprinde peste 60 de lucrări de regie și circa 90 de scenarii de film. Este socotit ca unul din „părinții  Comediei italiene”.

## Filmografie selectivă

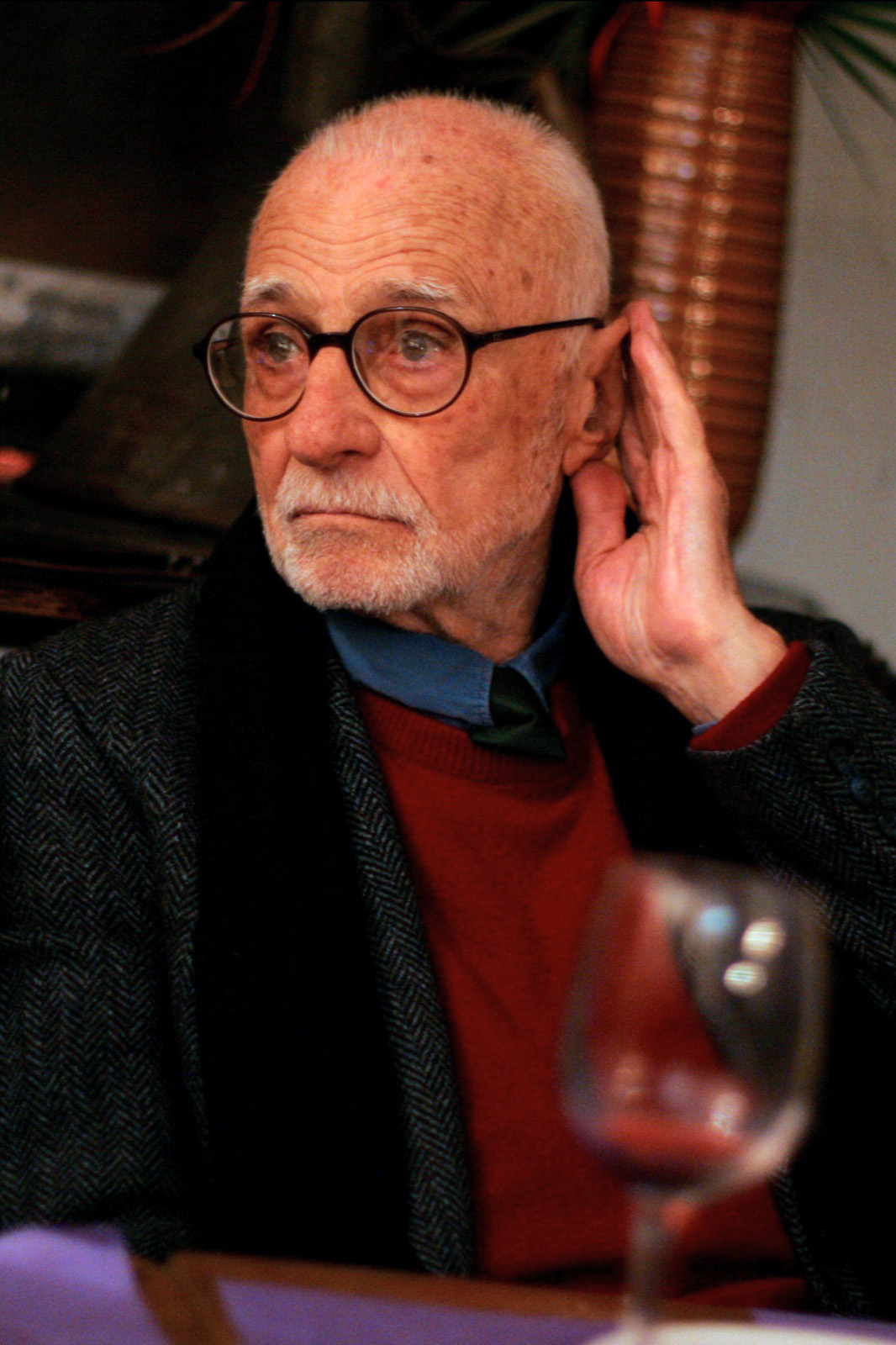
Monicelli în 2007

### Regizor
- 1935 Băieții din strada Pal (I ragazzi di via Pal)
- 1937 Pioggia d'estate
- 1949 Totò cerca casa
- 1949 Al diavolo la celebrità
- 1950 È arrivato il cavaliere
- 1950 Vita da cani
- 1951 Totò e i re di Roma
- 1951 Hoții și vardiștii (Guardie e ladri)
- 1952 Totò e le donne (1952)
- 1953 Infidelele (Le infedeli)
- 1954 Proibito
- 1955 Un erou al vremurilor noastre (Un eroe dei nostri tempi)
- 1955 Totò e Carolina
- 1956 Donatella
- 1957 Medicul și vraciul (Il medico e lo stregone)
- 1957 Între noi părinții (Padri e figli)
- 1958 Veșnicii necunoscuți (I soliti ignoti) [12]
- 1959 Lettere dei condannati a morte
- 1959 Marele război  (La grande guerra)
- 1960 Risate di gioia
- 1963 Tovarășii (I compagni)
- 1965 Casanova '70
- 1966 Armata Brancaleone (L'armata Brancaleone)
- 1968 Fata cu pistolul (La ragazza con la pistola)
- 1969 Toh, è morta la nonna!
- 1970 Brancaleone la cruciade (Brancaleone alle crociate)
- 1971 La mortadella
- 1973 Vogliamo i colonnelli
- 1974 Romanzo popolare
- 1975 Amici miei
- 1976 Caro Michele
- 1976 Signore e signori, buonanotte
- 1977 Un burghez mic, micuț (Un borghese piccolo piccolo)
- 1979 Viaggio con Anita
- 1980 Temporale Rosy
- 1981 Camera de hotel (Camera d'albergo)
- 1981 Il marchese del Grillo
- 1982 Amici miei - Atto IIº
- 1984 Bertoldo, Bertoldino e Cacasenno
- 1985 Le due vite di Mattia Pascal
- 1986 Speriamo che sia femmina
- 1988 I picari
- 1990 Un rău nelămurit (Il male oscuro)
- 1991 Rossini! Rossini!
- 1992 Viperele de părinți (Parenti serpenti)
- 1994 Dragele mele hahalere (Cari fottutissimi amici)
- 1995 Facciamo paradiso
- 1999 Panni sporchi
- 2006 Le rose del deserto

### Scenarist selecție (filme de alți regizori)
- 1947 (La figlia del capitano), regia: Mario Camerini
- 1948 (Il cavaliere misterioso), regia: Riccardo Freda
- 1948 În numele legii (In nome della legge), regia: Pietro Germi
- 1948 (Gioventù perduta), regia: Pietro Germi
- 1949 Lupul din Sila (Il lupo della Sila), regia: Duilio Coletti
- 1950 (Il brigante Musolino), regie: Mario Camerini
- 1951 (Amo un assassino), regia: Baccio Bandini
- 1951 O.K. Nero (O.K. Nerone)
- 1952 (Cinque poveri in automobile), regia: Mario Mattòli
- 1953 Cavalleria rusticana, regia: Carmine Gallone
- 1953 (Perdonami), regia: Mario Costa
- 1954 Giuseppe Verdi, regia: Raffaello Matarazzo
- 1961 (A cavallo della tigre), regia: Luigi Comencini
- 1963 (Frenesia dell'estate), regia: Luigi Zampa
- 1965 (I nostri mariti) (al doilea episod)